# Cantonul Maillezais
Cantonul Maillezais este un canton din arondismentul Fontenay-le-Comte, departamentul Vendée, regiunea Pays de la Loire, Franța.

## Comune
- Benet
- Bouillé-Courdault
- Damvix
- Doix
- Liez
- Maillé
- Maillezais (reședință)
- Le Mazeau
- Saint-Pierre-le-Vieux
- Saint-Sigismond
- Vix